# Les aventures de Salavin
Les aventures de Salavin, subtitulada Confession de minuit, es una película francesa dirigida por Pierre Granier-Deferre en 1963 y estrenada en el cine el 4 de noviembre de 1964. El guion es una adaptación de la narración de Georges Duhamel titulada Confession de minuit publicada en 1920 y primer tomo del ciclo de cuentos Vie et aventures de Salavin del que la película toma el título.

## Argumento
Salavin es un hombre que vive felizmente con su madre y que trabaja en una oficina. Un día su jefe decide despedirlo arbitrariamente y al no poder encontrar un trabajo igual cae en la autocompasión a pesar del apoyo de su madre y amigos.

## Reparto
- Maurice Biraud : Louis Salavin
- Louis Bugette : Raymond Lanoue
- Charles Bouillaud : El jefe de Salavin
- Geneviève Fontanel : Marthe Lanoue
- Julien Carette : Lhuillier, el vagabundo
- Mona Dol : Mme Salavin, la madre de Louis
- Christiane Minazzoli : Marguerite
- Michel Duplaix :
- Henri Coutet :
- Jean Galland : El jefe
- Clément Harari :
- Harry-Max : Un vagabundo
- Abel Joris :
- Marie Mergey :
- Max Montavon :
- Michel Nastorg :
- Henri Revillon :
- Dominique Rozan :

## Premios y distinciones
Festival Internacional de Cine de San Sebastián
| Año  | Categoría                      | Galardonado    | Resultado |
| ---- | ------------------------------ | -------------- | --------- |
| 1964 | Concha de Plata al mejor actor | Maurice Biraud | Ganador   |